# Jiří Popel z Lobkovic
Jiří Popel z Lobkowicz (zjednodušeným pravopisem z Lobkovic, zvaný starší, 1540 nebo 1551 – 27. května nebo 28. května 1607 hrad Loket) byl český šlechtic z chlumecké větve Lobkowiczů. Působil jako nejvyšší hofmistr Českého království (po císaři tedy třetí nejmocnější osoba v zemi a druhý nejvýznamnější zemský úředník). Byl horlivým katolíkem, roku 1590 založil v Chomutově jezuitskou kolej a roku 1591 krutě potrestal povstání luteránů. V roce 1593 zosnoval šlechtickou opozici proti Rudolfovi II. na českém zemském sněmu, za což byl roku 1594 zbaven úřadů i majetku, a byl až do své smrti vězněn pro urážku císařského majestátu.

## Úspěšný začátek

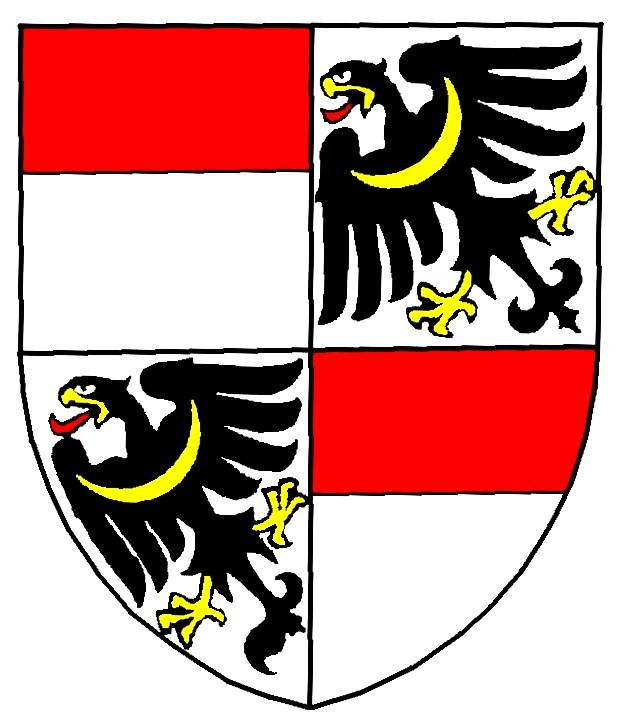
Lobkovický erb

Jiří Popel z Lobkovic se narodil roku 1540 nebo 1551. Byl čtvrtým ze sedmi synů nejvyššího hofmistra Jana III. (staršího) Popela z Lobkovic a na Zbirohu. Od roku 1552 byl pážetem u arcivévody Ferdinanda Tyrolského, strýce císaře Rudolfa II.
V září 1567 se oženil s ovdovělou o deset let starší Kateřinou ze Šternberka (1530–1590), rozenou z Lokšan, čímž se ještě více přiblížil k arcivévodovi, jehož manželka Filipína Welserová byla sestřenicí Kateřiny. Když se roku 1567 ujal arcivévoda Ferdinand vlády v Tyrolsku, opustila jeho dvůr řada českých šlechticů, kteří odmítli spolu se svým pánem přesídlit do Innsbrucku. Jedním z těchto šlechticů byl i Jiří Popel z Lobkovic, který se usídlil v Praze a rozhodl se budovat svou další politickou kariéru na dvoře císaře Rudolfa II.
Do blízkosti císaře se Jiřímu a jeho bratrům Ladislavovi a Mikulášovi podařilo dostat velmi brzy, a to za pomoci císařova osobního rádce Pavla Sixta z Trautsonu, který byl později, od roku 1591, s rodem Lobkoviců spřízněn sňatkem s Annou Popelovnou z Lobkovic. Prezident dvorské rady a maršálek císařského dvora Pavel Sixt Trautson nezklamal a svým příbuzným skutečně pomohl. Ladislav Popel z Lobkovic se stal roku 1580 prezidentem České komory (tento úřad zdědil po svém starším bratru Janovi), Mikuláš Popel byl jmenován královským hejtmanem Starého Města pražského a konečně i Jiří Popel se dočkal v roce 1582 postu nejvyššího zemského soudce. Lobkovicové ze zbirožské rodové větve se tak stali silnou a mocnou protiváhou Rožmberků.
Vůdčí postavou této nové vlivné a ultrakatolické skupiny se stal právě Jiří Popel z Lobkovic, který kolem sebe soustředil osoby spjaté řadou příbuzenských a rodinných vztahů. Kariéra Jiřího Popela z Lobkovic se vyvíjela velmi slibně. Po třech letech v úřadu nejvyššího sudího se stal roku 1585 nejvyšším hofmistrem, což byl druhý nejvýznamnější zemský úřad v Českém království. Od této chvíle se Jiří Popel zabýval záležitostmi královského dvora, předsedal komornímu soudu a zemskému sněmu. Zbirožští Lobkovicové tak velmi brzy dosáhli na dvoře císaře Rudolfa II. výsadního postavení, ale císař i nadále důvěřoval nejvíce nejvyššímu purkrabímu Vilémovi z Rožmberka. To se projevilo třeba roku 1584, kdy byl císařem na významný post kancléře jmenován Adam II. z Hradce, příbuzný Viléma z Rožmberka, což rod Lobkoviců a jejich politické příznivce velmi rozladilo. Jiří Popel se jen těžko smiřoval s tím, že je po Vilémovi z Rožmberka stále jen druhým nejvyšším úředníkem v zemi. Touha po moci dovedla Jiřího Popela až k tomu, že o svých protivnících šířil u císařského dvora pomluvy a zdatně proti nim intrikoval. Roku 1586 tak třeba císaři sdělil, že se Vilém z Rožmberka až příliš přátelí s arcivévodou Ferdinandem Tyrolským. Chorobně nedůvěřivý Rudolf II. tehdy považoval svého strýce, arcivévodu Ferdinanda, za nebezpečného soupeře a dokonce ho podezříval z toho, že se chce zmocnit císařské koruny. Jiří Popel zneužil této situace a navíc neváhal poškodit nejen Viléma z Rožmberka, ale právě i Ferdinanda Tyrolského, který mu byl vždy nakloněn a na jehož dvoře Jiří Popel strávil mládí. Podlý útok nakonec nepřinesl žádné plody. Císař se nedal přesvědčit a Vilém z Rožmberka zůstal i nadále jedním z jeho nejbližších přátel. Jiří Popel z Lobkovic se ale nevzdával a nadále se snažil Rožmberkovu pozici u dvora oslabit. Intrikoval také proti osobám spřízněným s Vilémem z Rožmberka a proti jeho vlivným spojencům.

## Krizová léta
V letech 1587 a 1588 se náhle zdálo, že i sám Jiří Popel z Lobkovic brzy upadne u císaře v nemilost. V roce 1587 se spolu se svými přívrženci postavil na zemském sněmu proti návrhu na vyslání vojenské pomoci pro arcivévodu Maxmiliána Habsburského, který se marně snažil získat polskou korunu. Toto zamítavé stanovisko vedlo až k tomu, že Maxmilián, bratr císaře Rudolfa II., byl v bitvě u Byčiny vojskem polského kancléře Jana Zamojského poražen, zajat a další dva roky vězněn. Císař Rudolf II. opakovaně prohlásil, že na Maxmiliánově osudu, porážce a ostudě pro celý habsburský rod nese vinu především Jiří Popel z Lobkovic a jeho obstrukce na zemském sněmu. Nijak ho však nepotrestal. O rok později, roku 1588, došlo k dalšímu skandálu, když kardinál Hippolito Aldobrandini při hostině v Lobkovicově paláci pronesl dvojsmyslný přípitek „na zdraví budoucího českého krále“. Všem hostům bylo jasné, že oním budoucím českým králem není myšlen nikdo jiný, než jejich hostitel Jiří Popel z Lobkovic. O kardinálově skandálním přípitku brzy věděla celá Praha a samozřejmě i císař. Jindy prchlivý a nedůvěřivý Rudolf II. ale kupodivu nijak nereagoval. V té době se snažil za každou cenu usmířit s církví a je tedy pravděpodobné, že útok na horlivého katolíka Jiřího Popela z Lobkovic by mu nepřinesl žádný prospěch.

## Horlivý katolík
Jiří Popel z Lobkovic svou pověst tvrdého odpůrce reformace budoval po celý svůj život. Od roku 1589 uplatňoval protireformační politiku rovněž na svém chomutovském panství (které získal roku 1588 výměnou za panství mladoboleslavské), když sem pozval jezuity a nechal ze zámeckého kostela vyhnat protestantského pastora.
Roku 1591 předal jezuitům zakládací listinu pro vybudování gymnázia, koleje a kostela. Dále jim přenechává patronátní právo nad všemi kostely panství.
Spory mezi katolíky a protestanty vedly ve městě až k výtržnostem, vydrancování jezuitské koleje a vyhnání jezuitů z města. Vzpoura byla nakonec potlačena, dva lidé odsouzení k trestu smrti a město Chomutov tvrdě potrestáno peněžitým trestem a ztrátou privilegií. Jiří Popel z Lobkovic doufal, že mu tato tvrdá a nesmlouvavá politika zajistí ještě větší podporu katolické církve. Navíc mu v té době přišla vhod i jiná událost, a to nečekaná smrt jeho letitého rivala Viléma z Rožmberka, který zemřel 31. srpna 1592. Jiří Popel z Lobkovic se samozřejmě ihned ucházel o uvolněný úřad nejvyššího purkrabího a vůbec nepochyboval o tom, že ho také získá. Kromě nejvyššího zemského úřadu usiloval také o předsednictví císařovy tajné rady. Podle svědectví nového papežského nuncia, Cesara Speziana, který dorazil do Prahy v roce 1592, požadoval údajně Jiří Popel z Lobkovic po papeži i kardinálskou hodnost. V té době se už ale jeho postavení u císařského dvora pomalu a jistě měnilo k horšímu. Jiří Popel z Lobkovic si těchto změn nepovšiml a dál se oddával svým velikášským snům. Zato vlivní lidé u dvora rychle pochopili, co se děje a začali se od něj odtahovat. Mocný Lobkovic byl už v tom okamžiku velice nebezpečný jak protestantským šlechticům, tak i mnoha šlechticům katolickým.

## Mocenský pád
Jiří Popel z Lobkovic se rozhodl vsadit vše na jednu kartu a otevřeně zaútočit proti císaři. Místem rozhodujícího střetu se stal zemský sněm v březnu 1593. Promyšlený útok začal vystoupením rytíře Šebestiána z Vřesovic, předního spojence Lobkoviců, který 20. března podal písemnou stížnost na nesplněné sliby a povinnosti císaře. Ve své stížnosti především žádal urychlené obsazení úřadu nejvyššího purkrabího a navrhoval omezení panovníkovy moci. Podle předem dohodnutého scénáře převzal tuto stížnost předseda sněmu Jiří Popel z Lobkovic, přičemž se později ukázalo, že autorem textu je právě on a jeho bratr Ladislav Popel z Lobkovic. Přítomní stavové stížnost nepodpořili, ale trvali na jejím prošetření a prohlásili, že dokud panovník své sliby nesplní, nebude se sněm zabývat jeho daňovými požadavky. Tento výsledek jednání byl pro Jiřího Popela z Lobkovic zklamáním a tak sněm 6. dubna 1593 předčasně rozpustil.
Lobkovic zřejmě původně předpokládal, že většina šlechticů stížnost přijme a on v té chvíli sněm rozpustí, čímž si zajistí vděčnost císaře, který dozajista ocení snahu hofmistra, chránícího zájmy a postavení svého vládce. Tentokrát však Jiří Popel z Lobkovic rozehrál příliš nebezpečnou hru. Císařova trpělivost byla u konce a Rudolf II. přikázal řádně vyšetřit všechny důvody, které způsobily neúspěch v jednání českého sněmu. Šebestián z Vřesovic udal Ladislava Popela z Lobkovic, že to byl právě on, kdo mu předal list se stížností. Začalo vyšetřování Ladislava Popela z Lobkovic, zatímco jeho bratr Jiří Popel z Lobkovic obviněn nebyl a nadále zastával své úřady. Ve skutečnosti už ale Rudolf II. chystal stíhání právě hlavního aktéra celé aféry, Jiřího Popela z Lobkovic, za něhož se ale stále přimlouvalo několik vlivných katolických šlechticů, církevní hodnostáři a jezuité. Post nejvyššího purkrabího mezitím získal Adam II. z Hradce, příbuzný zesnulého Viléma z Rožmberka.
V té chvíli už zřejmě i sám Jiří Popel z Lobkovic tušil, že se situace nevyvíjí dobře. V říjnu 1593 byl před soud předvolán jeho bratr Ladislav Popel z Lobkovic, který se ale rozhodl dál neriskovat a uprchl za hranice. V Praze se na zdech domů objevily pomlouvačné nápisy na adresu obou Lobkoviců a byly tištěny pomlouvačné texty s podrobným popisem všech prohřešků nenáviděného hofmistra a jeho bratra. V lednu 1594 byl Ladislav Popel z Lobkovic odsouzen v nepřítomnosti k trestu smrti, ztrátě cti a majetku. Deset nejpřednějších členů rodu Lobkoviců podalo k císaři protest proti pomlouvání a pronásledování obou bratrů, ale výsledek jednání byl ten, že Jiří Popel z Lobkovic byl vykázán z Prahy. Zanedlouho dostal předvolání k zemskému soudu, kde byl obviněn z podvodů, zrady a urážky císařského majestátu.
Jiří Popel z Lobkovic byl 31. března 1594 odsouzen ke ztrátě hrdla, cti a majetku a uvězněn ve svém pražském paláci na Hradčanech. Císař Rudolf II. v dubnu 1594 trest zmírnil a změnil na doživotní vězení a ztrátu majetku. Jiří Popel z Lobkovic byl vězněn nejprve na Líčkově, poté v Kladsku a nakonec na Lokti.[zdroj⁠?!] Ve vězení strávil poslední léta svého života a 27. nebo 28. května 1607 v něm zemřel. Pohřben byl v loketském kostele svatého Václava. Datum jeho úmrtí není zcela jisté, ale nejčastěji jsou uváděny roky 1607 a 1613. Nikdy nepožádal císaře o milost a až do posledních dnů svého života vystupoval velmi sebevědomě.

## Náhrobek

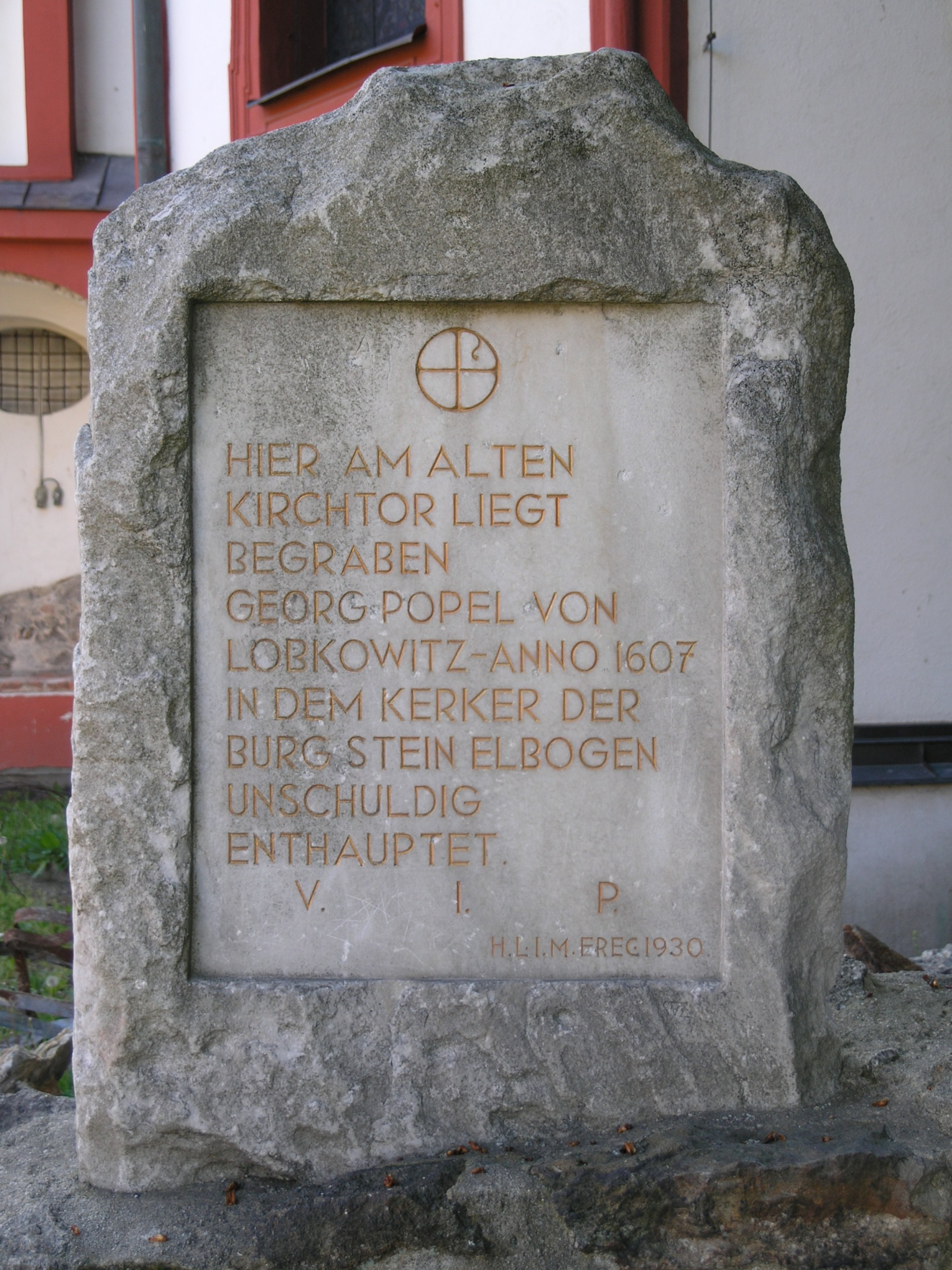
Náhrobek v Lokti z roku 1930 věnovaný Jiřímu Popelovi z Lobkovic

V souvislosti s přestavbou kostela sv. Václava v Lokti musela být upravena také přilehlá část ulice a zdi někdejšího hřbitova. Náhrobek Jiřího Popela z Lobkovic se zachoval. V roce 1930 mu zde byl vztyčen pomník s následujícím nápisem v němčině, který ovšem uvádí, že byl Jiří Popel z Lobkovic na hradě sťat:
| „ | HIER AM ALTEN KIRCHTOR LIEGT BEGRABEN GEORG POPEL VON LOBKOWITZ - ANNO 1607 IN DEM KERKER DER BURG STEIN ELBOGEN UNSCHULDIG ENTHAUPTET. V. I. P. | Zde u staré brány kostela leží pohřbený Jiří Popel z Lobkovic - roku 1607 v žaláři hradu týna Lokte nevinně sťatý. V. I. P. | “ |

## Rodina

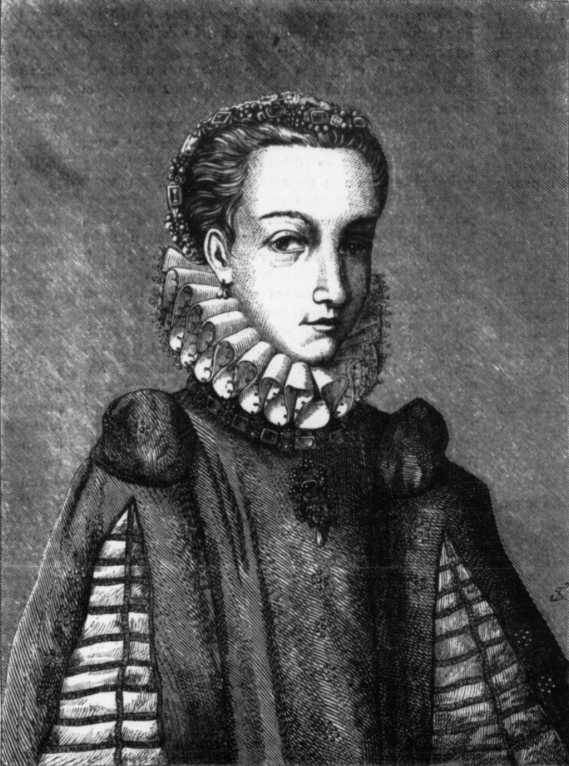
Dcera Eva Eusebie Popelovna z Lobkovic

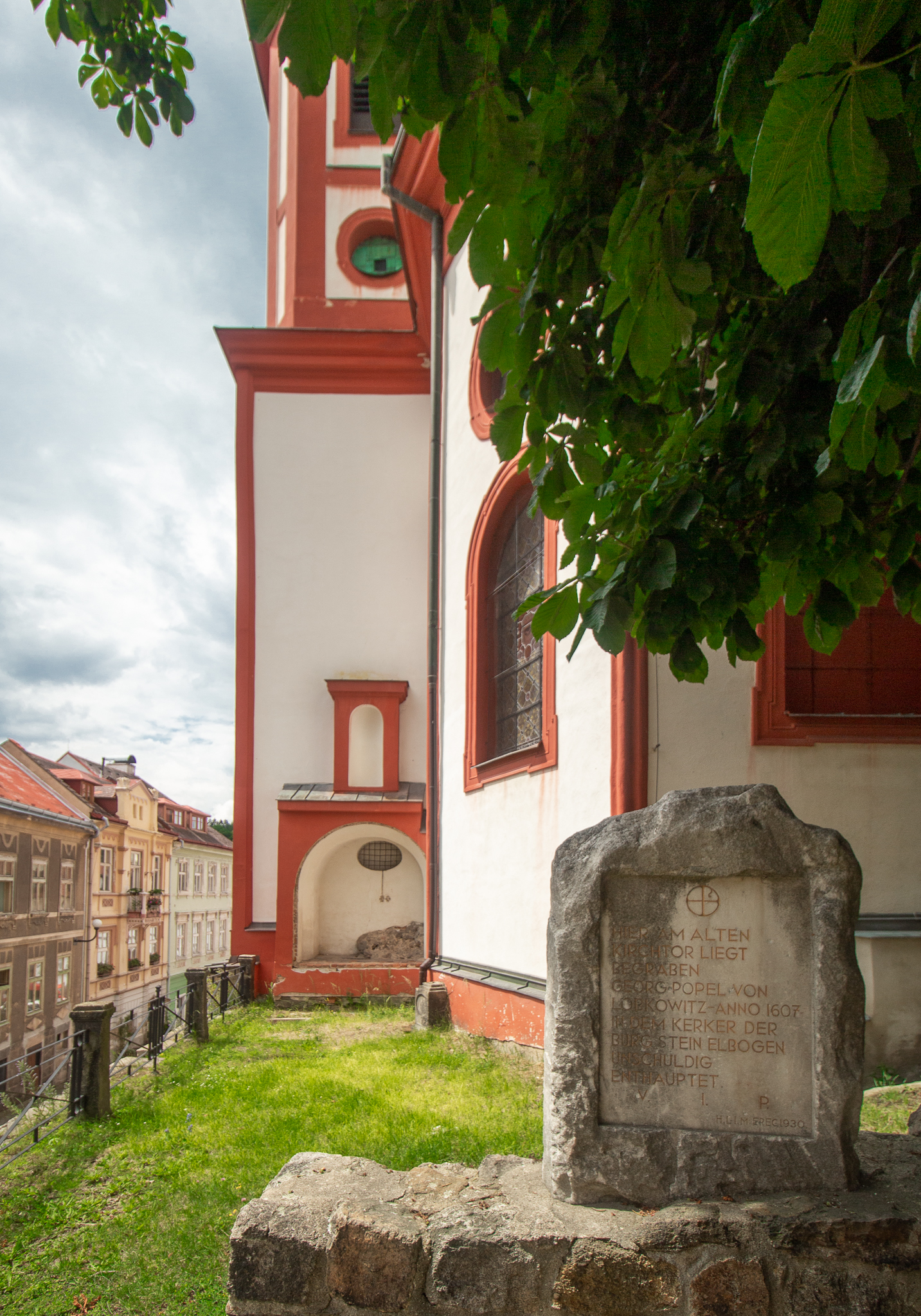
Náhrobek u kostela sv. Václava v Lokti z roku 1930 věnovaný Jiřímu Popelovi z Lobkovic

Dne 2. září 1567 se oženil s Kateřinou, rozenou z Lokšan (1530 – 6. května 1590 zavražděna svým šíleným synem Ferdinandem z prvního manželství), vdovou po Ladislavovi ze Šternberka († 1566), dcerou politika Jiřího z Lokšan na Březnici (1491–1551) a jeho ženy Kateřiny Adlerové ze Špýru († 1580). Narodily se jim dvě dcery:
- 1. Eva Eusebie (1574 – 12. srpna 1624, pohřbena v kostele Nejsv. Salvátora v Praze)
  - ∞ (1608) Jan Mikuláš Popel z Lobkowicz († 1614)
- 2. Anna Marie († 9. dbuna 1603 Praha, pohřbena v kostele svatého Jakuba v Praze)
  - ∞ (1601) Václav Rozdražovský z Rozdražova († 7. června 1625)

Pro Kateřinu to byl už druhý sňatek, poprvé byla provdaná za Ladislava ze Šternberka na Zelené Hoře († 1566).